# Béisbol en México

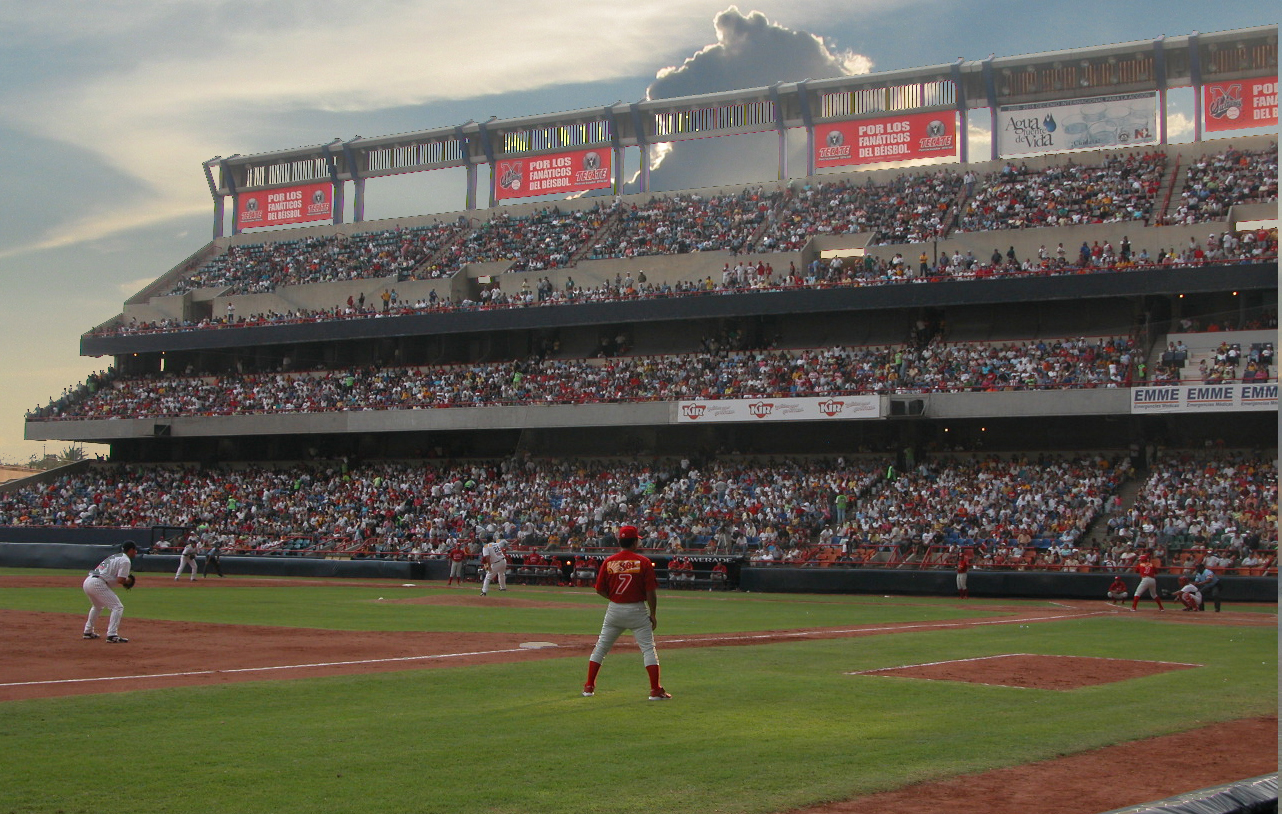
Estadio de beisbol Monterrey en Monterrey, Nuevo León.

El béisbol en México hay indicios de sus orígenes por algunos juegos en la segunda mitad del siglo XIX en al menos 6 lugares de México. 
Es en el año de 1925 que comenzó la instauración de la primera liga profesional de beisbol siendo la Liga Mexicana de verano. En 1945 surgió la Liga Mexicana de invierno que luego fe la Liga Mexicana del Pacífico. Estas dos ligas son las de mayor nivel según los estándares, ambas clasificadas como AAA. El beisbol es llamado "El rey de los deportes."
El beisbol es el deporte más popular en ciertas regiones del norte y sureste del país, aún sin ser muy difundido por los medios de comunicación masiva. México cuenta con varias ligas profesionales, entre las que más destacan son la Liga Mexicana de Béisbol (LMB) y la Liga Mexicana del Pacífico (LMP). Otras 14 ligas de menor nivel profesional operan en el país. 8 en el Norte y 6 en el sur, más la infantil.
La autoridad que rige este deporte en México es la Federación Mexicana de Béisbol. Se cuenta con un Salón de la Fama del Béisbol Profesional de México, ubicado en Monterrey Nuevo León. 
México es parte de Federación Internacional de Béisbol, por lo cual participa en diversos eventos internacionales como son Serie del Caribe, Clásico Mundial de Beisbol, las Olimpiadas y en el beisbol infantil se participa en el Campeonato Mundial de Ligas Menores de Beisbol.  
La cercanía con Cuba, en la primera mitad del siglo XX, influyó con la aportación de diversos beisbolistas que varios de ellos fueron incluidos en el Salón de la Fama. Adicionalmente, 147 mexicanos, han participado en diversos equipos de las Grandes Ligas de Beisbol en Estados Unidos, por lo cual muchos de ellos han sido incluidos en el Salón de la Fama.

## Orígenes
Varias ciudades se disputan la distinción de haber albergado el primer juego de béisbol en México:
Xalapa, Veracruz
Probablemente fue en el Parque "Los Berros" en donde, a fines de abril de 1847, soldados del ejército invasor estadounidense jugaron el primer juego de béisbol en México, utilizando la prótesis de la pierna ("pata de palo") de Antonio López de Santa Anna que habían capturado días antes en la Batalla de Cerro Gordo.
Guaymas, Sonora
Según se cuenta, en 1877 los marineros estadounidenses que formaban la tripulación del barco americano Montana, de visita en Guaymas, pisaron tierra mexicana y jugaron un partido de béisbol entre ellos. Otros barcos, como el Newborne, hicieron lo propio y en poco tiempo se formó un equipo de béisbol en Guaymas.
Nuevo Laredo, Tamaulipas
Por ser frontera con el estado de Texas de Estados Unidos, durante la construcción del ferrocarril del estado de Tamaulipas, Johnny Tayson —un norteamericano que supervisaba las obras y practicaba el nuevo deporte—, comenzó a enseñarlo entre los trabajadores, formando dos equipos de béisbol para que se enfrentasen, también en 1877. En la frontera se hizo fácil el intercambio y los equipos mexicanos tuvieron oportunidad de jugar contra equipos norteamericanos.

#### Ciudad de México
En la Ciudad de México data de 1887 el nacimiento del “Mexicano Club” que es considerado el equipo más antiguo del país.

#### Nuevo León
Nuevo León es otra de las entidades que han reclamado ser la sede primigenia del béisbol en México, dando como fecha el 4 de julio de 1889, durante la construcción de la vía Monterrey-Tampico bajo la supervisión de Treadwell Ayres Robertson, quien dio día de asueto a sus trabajadores que comenzaron a jugar béisbol en un campo adyacente a las obras del ferrocarril.

#### Yucatán
Por otra parte, también en Yucatán se conoció pronto el juego debido a su proximidad con Cuba. Se cuenta como un hecho que en 1890 llegó a Yucatán la corbeta española Ciudad Condal en la que viajaba la familia de Fernando Urzais. Entre los juguetes de los niños había un bate y una pelota de béisbol, deporte ya popular en Cuba y que los chicos practicaron a su llegada. Por la península de Yucatán llegaron de Cuba varios clubes que iban de gira.

## Liga Mexicana de Béisbol
En 1925, el cronista deportivo Alejandro Aguilar Reyes "Fray Nano" y el mánager Ernesto Carmona Verduzco formaron la Liga Mexicana de Béisbol, que ha existido desde entonces hasta la actualidad. Se juega al mismo tiempo que las Ligas Mayores de Estados Unidos por lo que los jugadores que juegan aquí no juegan allá y viceversa, pero sí pueden jugar los beisbolistas que juegan en la Liga Mexicana el Pacífico, ya que los tiempos son complementarios, por lo que quienes juegan en las mayores y quieren jugar en invierno vienen a la del Pacífico, por lo que se dice que esta tiene mayor calidad que la de verano.
La historia de la Liga Mexicana de Béisbol Profesional de verano se divide en tres etapas.

### Primera etapa
La  primera desde su funcionamiento en 1925 hasta 1940. En ese tiempo, en la década  de los treinta, los equipos llegaron a reforzarse con jugadores importados tan  famosos como los cubanos Martín Dihigo, Lázaro Salazar, Basilio "Brujo" Rossell y Agustín "Pijini" Bejerano.

### Segunda etapa
La segunda etapa está comprendida entre 1940 y 1951 cuando los hermanos  Pasquel, bajo el financiamiento de Jorge Pasquel, trataron de convertir la liga mexicana en un circuito de ligas mayores; siendo sus esfuerzos, al menos en lo concerniente a la calidad de los jugadores, un éxito. Debido a que los jugadores negros no podían jugar en las Grandes Ligas en los años 1940, los Pasquel contrataron a grandes peloteros de las Ligas Negras de aquel  tiempo como Satchel Paige, Ray Dandridge, Roy Campanella, Monte Irvin, Ray Brown  y muchos otros. De igual manera algunos jugadores cubanos blancos de Grandes Ligas, para evitar ser reclutados durante la II Guerra Mundial comenzaron a ir a México.

### Tercera etapa: ingreso al béisbol organizado
La tercera etapa se da cuando la Liga Mexicana ingresó al Béisbol Organizado de los Estados Unidos en el año de 1955 bajo la denominación 'Clase AA', gracias a las gestiones realizadas por el magnate chihuahuense Anuar Canavati, quien fungía como presidente de los Sultanes de Monterrey en aquella época.
Ese movimiento resultó bastante provechoso para el béisbol de México, porque dio inicio a los convenios de los equipos mexicanos con las novenas de las Ligas Mayores, siendo los primeros de ellos el de los Sultanes de Monterrey con los Dodgers de Brooklyn y el de los Tigres Capitalinos con los Piratas de Pittsburgh. En ese mismo año, 1955, los Tigres ganaron su primer título en la liga gracias a los refuerzos obtenidos de las Grandes Ligas. 
La Liga Central Mexicana de Béisbol fue un circuito de Béisbol de Ligas Menores que operó durante 19 temporadas, desde 1960 hasta 1978, con varios clubes de México. En 1967 se le otorga a la Liga Mexicana el nivel "Clase AAA" con el que se cuenta en el presente, y absorbió varios clubes de la Liga Central.

## Liga Mexicana del Pacífico
Esta liga inició en el año de 1945 en la ciudad de Hermosillo, Sonora con el nombre de Liga de la Costa del Pacífico, posteriormente la liga pasa a ser conocida con los nombres de Liga Invernal de Sonora, Liga Sonora-Sinaloa y finalmente Liga Mexicana del Pacífico.
Los grandes impulsores y fundadores fueron Teodoro Mariscal por Mazatlán, Enrique Peña Bátiz por Culiacán, Florencio Zaragoza por Guaymas; y Rogelio Rodríguez, Juan Chávez Echegoyen y Fernando M. Ortiz por Hermosillo.

### Liga de la Costa del Pacífico
De 1945 a 1958 se conoce como la primera etapa de la Liga, empezaría con el nombre de Costa del Pacífico, en su primera temporada la liga contaría solo con 4 equipos, Queliteros de Hermosillo, Venados de Mazatlán, Ostioneros de Guaymas y Tacuarineros de Culiacán. Esta primera etapa brilló con jugadores de Major League Baseball en los distintos equipos, además de jugadores de excelente nivel de las Ligas Negras.
Debido al éxito inmediato que obtuvo la Liga, para las siguientes temporadas se incorporarían equipos nuevos, los Rieleros de Empalme, Mayos de Navojoa, Trigueros de Ciudad Obregón, Pericos de Los Mochis, Potros de Tijuana y Charros de Jalisco.

### Fin de la Costa, Inicio del Béisbol Moderno
Para 1958 la liga cambia de nombre a Liga Invernal de Sonora y los equipos serían solo 4 de esta entidad, Naranjeros de Hermosillo, Ostioneros de Guaymas, Yaquis de Ciudad Obregón y Rieleros de Empalme. En 1965 toma el nombre de Liga Invernal Sonora-Sinaloa (o solo Sonora-Sinaloa) al incorporar a Tomateros de Culiacán y Venados de Mazatlán.
Este periodo vivió una época de muy buen béisbol, los clubes empezaron a tomar sus nombres actuales y las rivalidades se acrecentaron. Desde que los equipos sinaloenses vuelven a escena en 1965, la lucha contra los sonorenses en busca del campeonato hizo que la Liga tomara expectación de nueva cuenta.

### Actual Liga Mexicana del Pacífico
Finalmente en el año de 1970 toma su nombre actual de Liga Mexicana del Pacífico, ya que la Confederación de Béisbol del Caribe pediría el cambio de éste para dejar participar al ganador de la liga en la Serie del Caribe. Así pues, desde 1971 se participa en el clásico caribeño.
Se trata de un circuito profesional, hoy reconocido a nivel internacional por su nivel competitivo y de espectáculo.
El equipo campeón representa a México en la Serie del Caribe, donde enfrenta a los equipos campeones de Cuba, Puerto Rico, República Dominicana y Venezuela.

## Otras Ligas Mexicanas de Beisbol
Otras ligas reconocidas en México son:

### Norte
- Liga Norte de Sonora (LNS)
- Liga del Río Sonora (LRS)
- Liga Norte de México (LNM), (En Baja California y Sonora)
- Liga Estatal de Béisbol de Chihuahua (LEB),
- Liga del Norte de Coahuila (LNC),
- Liga Mayor de Béisbol de La Laguna (LMBL),
- Liga Invernal de Béisbol Nayarita (LIBN) en ocasiones se le nombra Liga de Beisbol del Noroeste[8][9]
- Liga Invernal Mexicana (LIM) (Es de la Liga Mexicana de Beisbol versión invierno donde participan Noreste y Sur)

### Sureste
- Liga Veracruzana Estatal de Béisbol.
- Liga Invernal Veracruzana (LIV), cuyo equipo campeón representó a México en la Serie Latinoamericana,[10][11] la
- Liga Veracruzana Estatal de Béisbol (LVEB), cuyo equipo campeón representa en la actualidad a México en la Serie Latinoamericana,[12]
- Liga Tabasqueña de Béisbol (LTB); las cuales son de menor nivel, debido a que la mayoría de sus jugadores son veteranos o jóvenes en desarrollo que en el futuro llegarán a la LMB y la LMP.

- Liga Peninsular de Béisbol (LPB), (Campeche y Yucatán)
- Liga Meridana de Invierno (LMI), Mérida Yucatán)

## Selección Mexicana de Beisbol
Anualmente se conforma una Selección de Beisbol de México, seleccionando a los beisbolistas disponibles mexicanos para competir en  el Clásico Mundial de Béisbol. También se participa anualmente en la Serie del Caribe donde el equipo campeón de la Liga del Pacífico con sus refuerzos. De la misma manera se realiza una selección para las Olimpiadas. 

## Beisbol Infantil
México participa en el  Campeonato Mundial de Ligas menores de Beisbol Infantil en Williamsport Pensilvania, donde han hecho historia y han ganado ese mundial en dos ocasiones. en 1957, Ángel Macías tiró un juego perfecto para que el equipo de Monterrey N.L. lograr el campeonato para México. En 1958 también los de Monterrey fueron campeones. En 1997 el equipo de Guadalupe Nuevo león repitió la historia. En 1964 fueron subcampeones el equipo de Monterrey. En 1985, también logró el campeonato el equipo de Mexicali Baja California, como representante del sur de California.